# Globisporangium splendens
Globisporangium splendens (R. Hesse) Uzuhashi, Tojo & Kakish. – gatunek organizmów zaliczanych do lęgniowców. Patogen wywołujący choroby wielu gatunków roślin.

## Systematyka i nazewnictwo
Pozycja w klasyfikacji według Index Fungorum: Globisporangium, Peronosporales, Peronosporidae, Peronosporea, Incertae sedis, Oomycota, Chromista.
Po raz pierwszy opisał go w 1925 r. Hans Braun, nadając mu nazwę Pythium splendens, w 2010 r. japońscy mykolodzy Shihomi Uzuhashi, Motoaki Tojo i Makoto Kakishima przenieśli go do rodzaju Globisporangium.
Synonimy:
- Pythium splendens Hans Braun 1925
- Pythium splendens var. hawaiianum Sideris 1932[3].

## Morfologia i rozwój
Strzępki proste i niezbyt rozgałęzione, o szerokości do 7,5 µm. Na ich końcach tworzą się sporadycznie jajowate, cienkościenne, gładkie, bezbarwne chlamydospory o średnicy do 55 (średnio 36) µm, z ciemną, gęstą, ziarnistą zawartością, czasami na krótkich szypułkach o długości do 4 µm. Zoosporangia i zoospory tworzą się rzadko. Płciowo rozmnaża się rzadko. Lęgnie o średnicy 25-38 µm, cienkościenne, gładkie. Plemnie w liczbie (1–) 3-5 (–8) na każdą lęgnię, jednoskośne lub dwuskośne, proste lub zakrzywione, duże, o średnicy 16 (–20) x 12 (–15) µm. Oospory bardzo aplerotyczne, o średnicy 26 µm, o gładkiej ścianie o grubości 1–2 µm.
Kultura na podłożu agarowym w temperaturze 27–32 °C rośnie ze średnią szybkością 20 mm/dzień. Minimalna temperatura dla jej wzrostu wynosi 4 °C;, optymalna C. 30 °C, maksymalna 37 °C.

## Występowanie i siedlisko
Występuje na obszarach o klimacie ciepłym i subtropikalnym: Afryka (Wybrzeże Kości Słoniowej, Madagaskar, Nigeria, RPA, Tanzania), Azja (Indochiny, Malezja, Sabah, Singapur), Australazja i Oceania (Australia, Fidżi, Hawaje, Nowa Kaledonia), Ameryka Północna (USA), Ameryka Środkowa, Jamajka i Europa, w tym także Polska.
Jest saprotrofem i pasożytem licznych gatunków roślin powodującym zgorzel siewek i korzeni, więdnięcie i obumieranie. Wśród roślin uprawianych w Polsce wywołuje m.in. takie choroby jak: czarna zgnilizna pędów i korzeni pelargonii, gnicie korzeni anturium, wodna przyranna zgnilizna bulw ziemniaka.
Rośliny infekowane są przez patogeny znajdujące się w glebie, ale czasami także przez kontakt z porażonymi liśćmi. Globisporangium splendens jes szeroko rozpowszechniony również na porażonych cebulach i sadzonkach. Infekcji tym patogenem sprzyja nadmierna wilgotność gleby i drobne uszkodzenia spowodowane przez nicienie.